# Albert Glandaz
Albert Ernest Glandaz (Parigi, 5 gennaio 1870 – marzo 1943) è stato un velista francese.
Partecipò ai giochi della II Olimpiade di Parigi nel 1900 a bordo di Colette, con il quale giunse tredicesimo nella gara olimpica della classe da mezza a una tonnellata. Con la stessa imbarcazione prese parte anche alla gara di classe open, ma non la riuscì a completare.